# Indikátor (dugattyús gép)

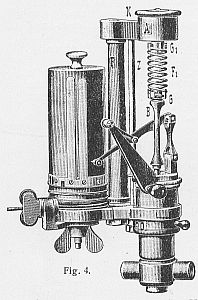
Indikátor rajza 1890-ből

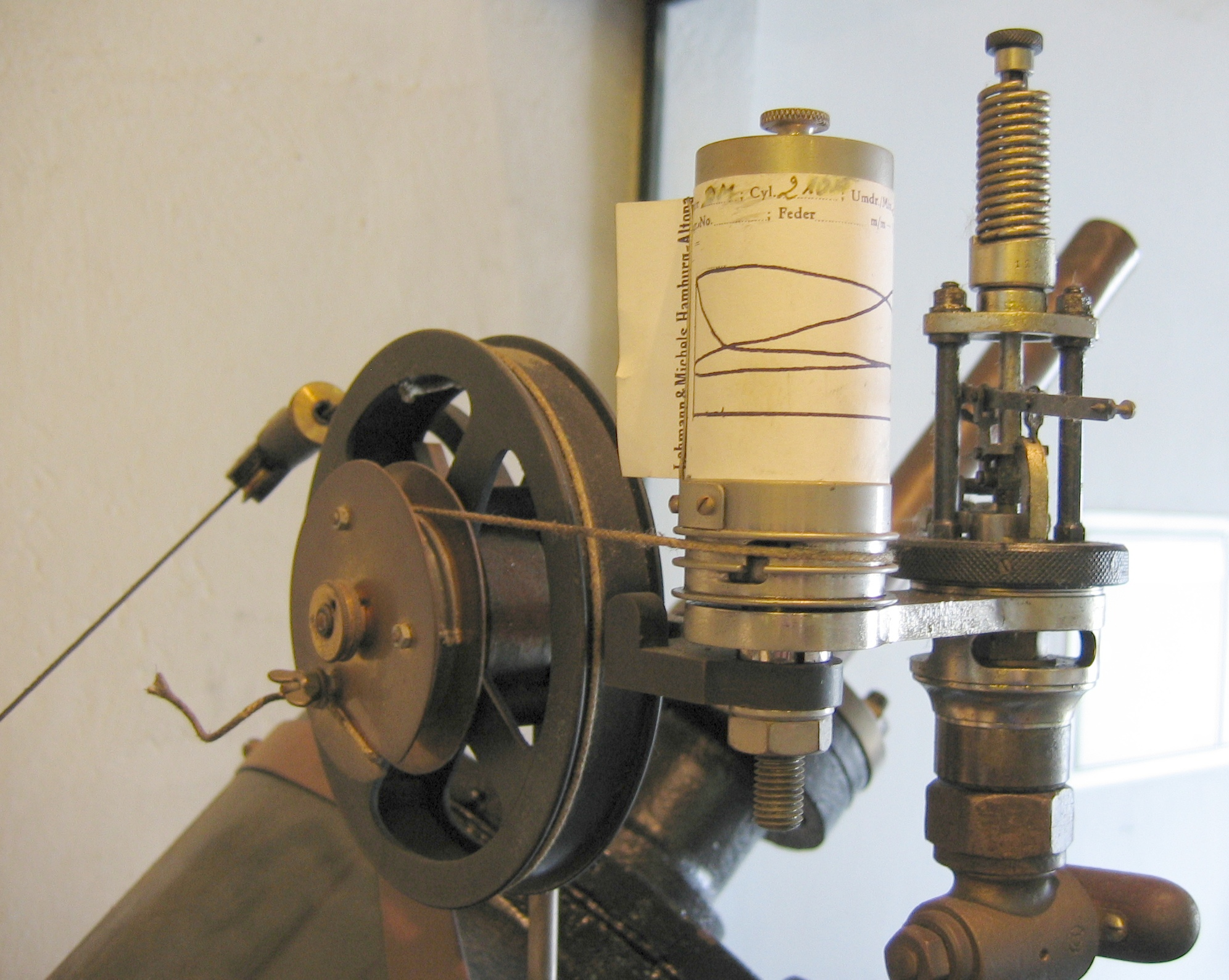
Gőzgép indikátora

Az indikátor mechanikus nyomásmérő műszer, mely felrajzolja egy dugattyús (erő- vagy munka)gép hengerében fellépő változó nyomást a löket (a dugattyú elmozdulása) függvényében. Az így kapott ábrát indikátordiagramnak nevezik. Az első indikátort James Watt készítette saját gőzgépeinek vizsgálatához.
A dugattyús gépek hengereiben kialakuló nyomás az elméletileg számítható értéktől eltér. A különbségeket a tolattyú vagy szelepek nyitásánál és zárásánál fellépő pontatlanságok, tömítetlenségek, a közegellenállás illetve belsőégésű motoroknál a keverék égésének nem szabályos volta okozza. Ezek vizsgálatára a gépek hatásfokának növelése érdekében a valóságos folyamatok ismerete szükséges, erre szolgál az indikátor. A 18-19. század lassú járású dugattyús gépeinél elegendő pontosságot lehetett elérni mechanikus indikátorok alkalmazásával. A gyors járású, korszerű dugattyús gépek esetében az indikátordiagram felvételéhez elektronikus műszereket használnak.
Az indikátordiagram felvétele a karbantartást is segítette, segítségével fel lehetett tárni a dugattyúgyűrűk kopásából és a dugattyúrúd tömítésének meghibásodásából eredő veszteségeket.